# Dom Generała Benjamina Lincolna

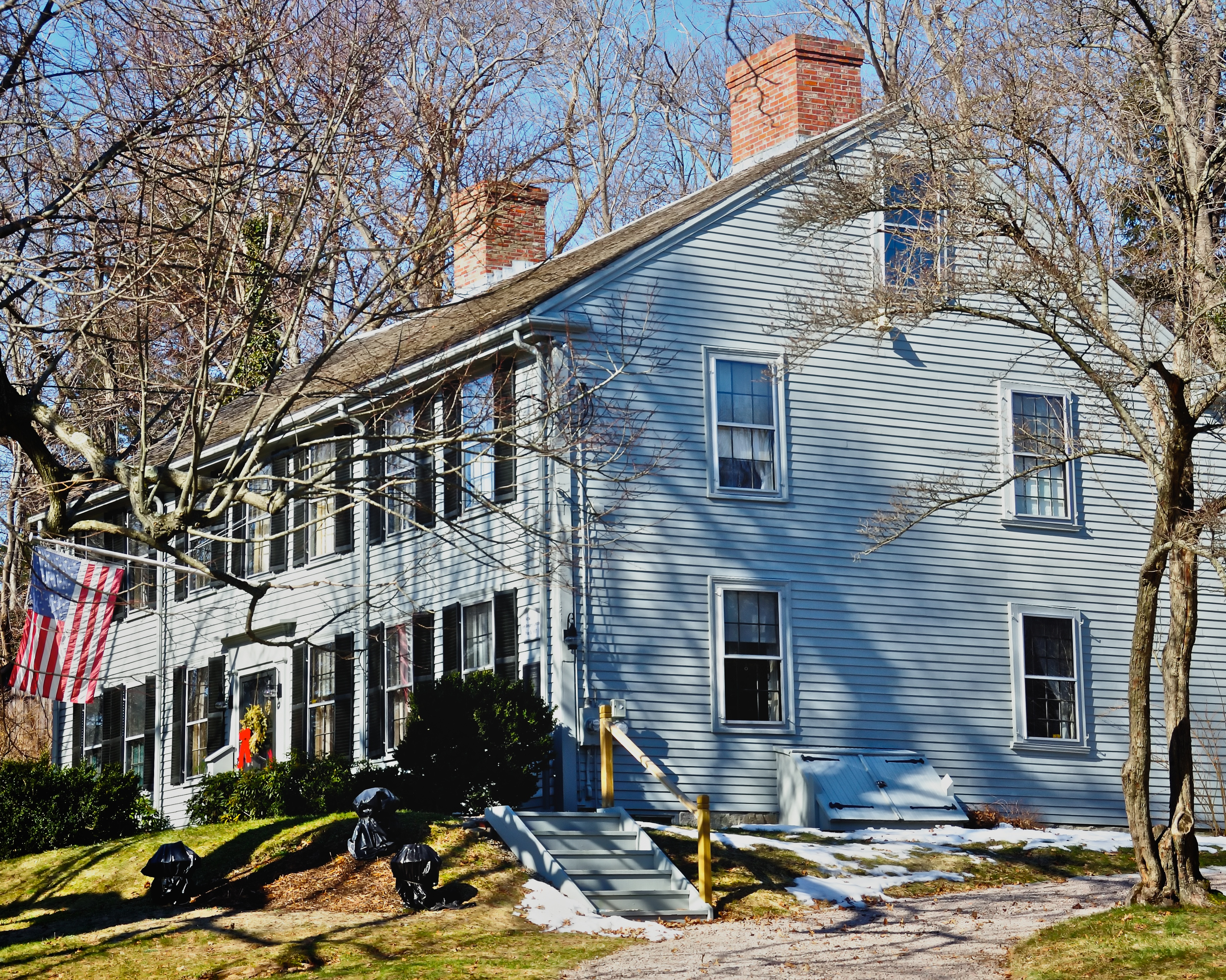
Dom, w którym urodził się Benjamin Lincoln

Dom Generała Benjamina Lincolna (ang. General Benjamin Lincoln House) – jest Narodowym Pomnikiem Historycznym USA, znajdującym się na 181 North Street w Hingham w stanie Massachusetts.
Dom został zbudowany w 1733 roku i był domem generała dywizji Benjamina Lincolna aż do rewolucji amerykańskiej.

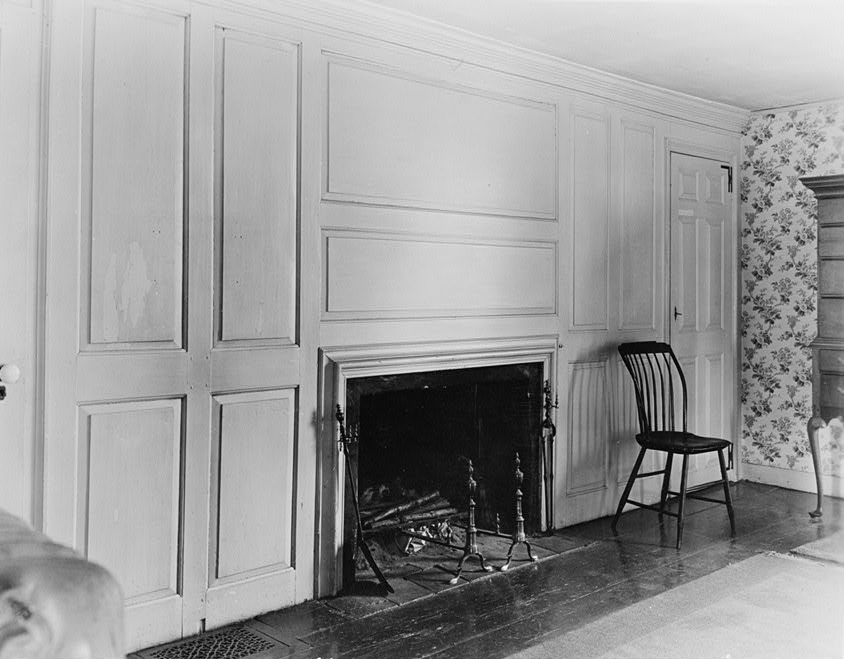
Sypialnia